# Llista de predecessors dels estats sobirans de l'Àfrica
Això és una llista de tots els Estats sobirans presents a l'Àfrica i els seus predecessors. La regió d'Àfrica es defineix generalment geogràficament per incloure les subregions del continent africà, l'illa de Madagascar, l'illa de Maurici i diverses illes menors i els seus respectius estats sobirans.
Oceania era originalment colonitzat per europeus amb l'Àfrica Austral principalment pels britànics, i l'Àfrica Occidental i del Nord principalment pels britànics, francesos, espanyols i portuguesos. Avui en dia, Àfrica consta de 55 estats sobirans de diversos tipus de govern, el més freqüent consisteix en sistema parlamentari.
| Estat sobirà                    | Predecessors |
| ------------------------------- | --- |
| Algèria                         | Província otomana d'Algèria (1515–1830) · Algèria francesa (1830–1962) · República Democràtica Popular d'Algèria (1962–actualitat) |
| Angola                          | Angola portuguesa (1575–1975) · República Popular d'Angola (1975–1992) · República d'Angola (1992–actualitat) |
| Benín                           | Regne de Dahomey (c.1600–1904) · Colònia de Dahomey (1904–1958) (part de l'Àfrica Occidental Francesa) · República de Dahomey (1958–1975) (autònoma el 4 de desembre de 1958, independent l'1 d'agost de 1960) · República Popular de Benín (1975–1990) · República de Benín (1990–actualitat) |
| Botswana                        | Protectorat de Betxuanalàndia (1885–1966) · República de Botswana (1966–actualitat) |
| Burkina Faso                    | Alta Volta francesa (1919–1958) (part de l'Àfrica Occidental Francesa) · República de l'Alta Volta francesa (1958–1984) (autònoma l'11 de desembre de 1958, independent el 5 d'agost de 1960) · Burkina Faso (1984–actualitat) |
| Burundi                         | Regne de Burundi (segle XVII–1890) · Part de l'Àfrica Oriental Alemanya (1891–1919) · Part del Territori a Fideïcomís de Ruanda-Urundi (1922–1962) · Regne de Burundi (1962–1966) · República de Burundi (1966–actualitat) |
| Camerun                         | Camerun Alemany (1884–1916) · Camerun Francès (1918–1960) (un territori del Mandat de la Societat de les Nacions administrat per França) · Camerun Britànic (1922–1961) (un territori del Mandat de la Societat de les Nacions administrat pel Regne Unit) · República Federal del Camerun (1961–1972) · República Unida del Camerun (1972–1984) · República del Camerun (1984–actualitat) |
| Cap Verd                        | Cap Verd Portuguès (1462–1975) · República de Cap Verd (1975–2013) · República de Cap Verd (2013–actualitat) |
| República Centreafricana        | Ubangui-Chari (1903–1958) (part de l'Àfrica Equatorial Francesa) · República Centreafricana (1958–1976) (autònoma l'1 de desembre de 1958, independent el 13 d'agost de 1960) · Imperi Centreafricà (1976–1979) · República Centreafricana (continuació) (1979–actualitat) |
| Txad                            | Txad Francès (1900–1960) (part de l'Àfrica Equatorial Francesa) · República del Txad (1958–actualitat) (autònoma el 28 de novembre de 1958, independent de l'11 d'agost de 1960) |
| Comores                         | Part de Madagascar i Comores franceses (1912–1946) · Administrat per separat de la Comores Francesa (1946–1975) (autònoma el 1961) · Estat de les Comores (1975–1978) · República federal i islàmica de les Comores (1978–2001) · Unió de les Comores (2001–actualitat) |
| República del Congo             | Regne del Congo (1390–1882) · Congo Francès (1882–1960) (part de l'Àfrica Equatorial Francesa des de 1910) · República del Congo (1958–1969) (autònoma el 15 de setembre de 1959, independent el 15 d'agost de 1960) · República Popular del Congo (1969–1992) · República del Congo (continuació) (1992–actualitat) |
| República Democràtica del Congo | Regne del Congo (1390–1877) · Estat Lliure del Congo (1877–1908) · Congo Belga (1908–1960) · República del Congo (1960–1964) · República Democràtica del Congo (1964–1971) · República del Zaire (1971–1997) · República Democràtica del Congo (1997–actualitat) (continuació) |
| Costa d'Ivori                   | Costa d'Ivori Francesa (1893–1960) (part de l'Àfrica Occidental Francesa) · República de Costa d'Ivori (1960–1986) · República de Costa d'Ivori (1986–actualitat) |
| Djibouti                        | Costa Francesa dels Somalis (1896–1967) (una colònia francesa de 1896–1946, Territori Francès d'Ultramar 1946–1967) · Territori Francès dels Àfars i dels Isses (1967–1977) · República de Djibouti (1977–actualitat) |
| Egipte                          | Imperi Otomà (1517–1914) · Kedivat d'Egipte (estat vassall autònom de l'Imperi Otomà - autodeclarat 1805-1867; reconegut formalment entre 1867 i 1914; sota ocupació britànica des del 1882) · Soldanat d'Egipte (1914–1922) (Protectorat del Regne Unit) · Regne d'Egipte (1922–1953) · República d'Egipte (1953–1958) · República Àrab Unida (1958–1972) (unió sobirana amb Síria 1958–1961; va mantenir el nom oficial després de la successió de Síria 1961–1972) · República Àrab d'Egipte (1972–actualitat) |
| Guinea Equatorial               | Guinea Espanyola (1778–1968) · República de Guinea Equatorial (1968–actualitat) |
| Eritrea                         | Eritrea Italiana (1890–1936) · Part de l'Àfrica Oriental Italiana (1936–1941) · Ocupació britànica d'Eritrea (1941–1950) · Part d'Etiòpia (1950–1993) · Estat d'Eritrea (1993–actualitat) |
| Eswatini                        | Regne de Swazilàndia (1740s–1906) · Protectorat de Swazilàndia (1906–1968) · Regne de Swazilàndia (1968–2018) · Regne d'Eswatini (2018–actualitat) |
| Etiòpia                         | Regne d'Axum (c. 100–c. 900) · Dinastia Zagwe (900–1270) · Imperi d'Etiòpia (1137–1936; 1941–1974) (també conegut com a Imperi Abissíric abans de la Segona Guerra Mundial) · Part de l'Àfrica Oriental Italiana (1936–1941) · Etiòpia Socialista (1974–1987) · República Democràtica Popular d'Etiòpia (1987–1991) · Govern de transició d'Etiòpia (1991–1995) · República Democràtica Federal d'Etiòpia (1995–actualitat) |
| Gabon                           | Gabon Francès (1910–1960) (part de l'Àfrica Equatorial Francesa) · República gabonesa (1960–actualitat) |
| Gàmbia                          | Colònia i protectorat de Gàmbia (1821–1965) · República de Gàmbia (1965–2015) · República Islàmica de Gàmbia (2015–2017) · República de Gàmbia (2017–actualitat) (continuació) |
| Ghana                           | Costa d'Or britànica (1821–1957) · República de Ghana (1957–actualitat) |
| Guinea                          | Guinea Francesa (1894–1958) (part de l'Àfrica Occidental Francesa des de 1904) · República de Guinea (1958–1979) · República Revolucionària Popular de Guinea (1979–1984) · República de Guinea (1984–actualitat) (continuació) |
| Guinea Bissau                   | Guinea Portuguesa (1474–1974) · República de Guinea Bissau (1972–actualitat) |
| Kenya                           | Àfrica Oriental Britànica (1895–1920) · Colònia i Protectorat de Kenya (1920–1963) · Kenya (1963–1964) · República de Kenya (1964–actualitat) |
| Lesotho                         | Regne de Lesotho (1822–1884) · Basutolàndia (Colònia britànica) (1884–1966) · Regne de Lesotho (continuació) (1966–actualitat) |
| Libèria                         | Colònia de Libèria (1821–1847) · República de Libèria (1847–actualitat) |
| Líbia                           | Líbia italiana (1911–1943) · Administració militar britànica de Líbia (1942–1951) · Territori militar francès de Fezzan-Ghadames (1943–1951) · Emirat de Cirenaica (1949–1951) · Regne de Líbia (1951–1969) · República Àrab Líbia (1969–1977) · Gran Jamahiriyya Àrab Líbia Popular Socialista (1977–2011) (abans de 1986 sense la paraula "Gran" en el nom complet del país) · Estat de Líbia (a vegades es fa referència com a Líbia) (2011–actualitat) |
| Madagascar                      | Regne d'Imerina (1540–1882) · Protectorat de Madagascar (1882–1897) (protectorat de França) · Colònia de Madagascar i Dependències (1897–1958) · República malgaix (1958–1975) · República Democràtica de Madagascar (1975–1992) · República de Madagascar (1992–actualitat) |
| Malawi                          | Protectorat de l'Àfrica Central Britànica (1893–1907) · Protectorat de Nyasalàndia (1907–1953; 1963–1964) · Part de la Federació de Rhodèsia i Nyasalàndia (1953–1963) · República de Malawi (1963–actualitat) |
| Mali                            | Imperi de Ghana (c. 700–c. 1240) · Imperi de Mali (c. 1240–c. 1464) · Imperi Songhai (c. 1464–1591) · Regne de Kenedugu (c. 1600–1880) · Sudan Francès (1880–1958) (part de l'Àfrica Occidental Francesa, 1902–1904 referit com a Senegàmbia i Níger; 1904–1921 referit com a Alt Senegal i Níger) · República Sudanesa (1958–1960) (república autònoma dins de la Comunitat Francesa) · Federació de Mali (1960) (Unida amb Senegal de juny a agost de 1960) · República de Mali (1960–actualitat) |
| Mauritània                      | Colonia de Mauritània (1903–1960) · República Islàmica de Mauritània (1960–actualitat) |
| Maurici                         | Illa de França (1715–1810) (Colònia francesa) · Maurici britànic (1810–1968) · Maurici (1968–1992) · República de Maurici (1992–actualitat) |
| Marroc                          | Regne Cherifan (1666–1912) · Protectorat francès del Marroc (1912–1955) · Protectorat espanyol al Marroc (1912–1956) · Zona internacional de Tànger (1924–1956) · Província a l'estranger del Sàhara Espanyol (1884–1975) (1946–1958 part de l'Àfrica Occidental Espanyola) · Sàhara Occidental ocupat pel Marroc (1975–actualitat) (no reconegut per alguns països del món) República Àrab Sahrauí Democràtica (1976–actualitat) (incorporat a territoris no ocupats per forces marroquines, no reconegut per alguns països del món) · Regne del Marroc (1956–actualitat) |
| Moçambic                        | Moçambic Portuguès (1498–1975) (es refereix de vegades com a Àfrica Oriental Portuguesa) · República Popular de Moçambic (1975–1990) · República de Moçambic (1990–actualitat) |
| Namíbia                         | Àfrica Sud-occidental Alemanya (1884–1915) · Àfrica del Sud-oest (1915–1990) (un Mandat de la Societat de les Nacions administrat per Sud-àfrica, conegut com a Namíbia per l'ONU des del 1968) · República de Namíbia (1990–actualitat) |
| Níger                           | Alt Senegal i Níger (1904–1921) (dins de l'Àfrica Occidental Francesa) · Colònia del Níger (1922–1960) (dins de l'Àfrica Occidental Francesa) · República del Níger (1960–actualitat) |
| Nigèria                         | Imperi Bornu (1380–1893) · Imperi d'Oyo (c. 1300–1896) · Imperi de Benín (1180–1897) · Federació de Wukari (c. 1840–c. 1900) · Confederació Aro (1690–1902) · Emirat de Kano (1807–1903) · Soldanat de Sokoto (1804–1903) · Regne de Nri (948–1911) · Protectorat de la Costa del Níger (1884–1900) (originalment establert com a Protectorat de Rius d'Oli 1884–1893) · Colònia de Lagos (1862–1906) · Protectorat de Nigèria del Nord (1900–1914) · Protectorat de Nigèria del Sud (1900–1914) · Colònia i Protectorat de Nigèria (1914–1960) · Federació de Nigèria (1960–1963) · República Federal de Nigèria (1963–actualitat) |
| Ruanda                          | Part de l'Àfrica Oriental Alemanya (1891–1919) · Part del Territori de Fideïcomís de Ruanda-Urundi (1922–1962) · Regne de Ruanda (1962) · República de Rwanda (1962–actualitat) |
| São Tomé i Príncipe             | São Tomé i Príncipe Portuguesa (1470–1975) · República Democràtica de São Tomé i Príncipe (1975–actualitat) |
| Senegal                         | Senegal Francès (part de l'Àfrica Occidental Francesa) (1848–1960) Federació de Mali (1960) (Unida amb Mali de juny a agost de 1960) · Confederació de la Senegàmbia (1982–1989) (Una confederació fluixa a finals del segle XX entre el Senegal i la veïna Gàmbia) · República del Senegal (1960–actualitat) |
| Seychelles                      | Colònia de les Seychelles (1903–1976) · República de les Seychelles (1976–actualitat) |
| Sierra Leone                    | Colònia i protectorat de Sierra Leone (1808–1961) · Sierra Leone (1961–1971) · República de Sierra Leone (1971–actualitat) |
| Somàlia                         | Soldanat de Mogadiscio (c. 900- 1500s) · Imperi Ajuuraan (c. 1200- 1600s) · Soldanat de Warsangeli (1218–1886) · Soldanat d'Ifat (1285–1415) · Soldanat d'Adal (1415–1577) · Soldanat de Geledi (1600s −1910) · Soldanat de Majeerteen (c.1800 – 1924) · Soldanat de Hobyo (1884–1925) · Somàlia Italiana (1889–1936) · Estat dels Dervixos (1889–1920) · Part de l'Àfrica Oriental Italiana (1936–1941) · Administració militar britànica de Somalilàndia (1941–1949) · Territori Fideïcomís de Somalilàndia de les Nacions Unides (1950–1960) · Somalilàndia Britànica (1884–1940; 1941–1960) · Estat de Somalilàndia (1960) · República de Somàlia (1960–1969) · República Democràtica de Somàlia (1969–1991) · República de Somàlia (1991–2012) (no va existir cap govern central, inclosos els règims notables de Govern provisional de Somàlia 1991–1997, Govern Nacional de Transició de la República de Somàlia 2000–2004, Govern Federal de Transició de la República de Somàlia 2004–2012) · República Federal de Somàlia (2012–actualitat) |
| Sud-àfrica                      | Colònia Holandesa del Cap (1652–1795) · Colònia del Cap (1795–1910) · Colònia de Natal (1843–1910) · República Sud-africana (1852–1877; 1881–1902; 1914–1915) · Colònia del Transvaal (1877–1881; 1902–1910) · Estat Lliure d'Orange (1854–1902) · Colònia del Riu Orange (1902–1910) · Unió Sud-africana (1910–1961) · República de Sud-àfrica (1961–actualitat) |
| Sudan del Sud                   | Part del Sudan Angloegipci (1899–1956) · Part de la República del Sudan (1956–1969) · Part de la República Democràtica del Sudan (1969–1985) · Part de la República del Sudan (continuació) (1985–2011) · República del Sudan del Sud (2011–actualitat) |
| Sudan                           | Sudan Angloegipci (1899–1956) · República del Sudan (1956–1969) · República Democràtica del Sudan (1969–1985) · República del Sudan (continuació) (1985–actualitat) |
| Tanzània                        | Àfrica Oriental Alemanya (1891–1919) · Territori de Tanganyika (1922–1961) · República de Tanganyika (1961–1964) · Soldanat de Zanzíbar (1856–1964) · República Popular de Zanzíbar (1964) · República Unida de Tanganyika i Zanzíbar (1964) · República Unida de Tanzània (1964–actualitat) |
| Togo                            | Protectorat alemany de Togo (1884–1916) · Togo Britànic (1916–1956) (Territori de Mandat de la Societat de Nacions, Territori Fideïcomís de les Nacions Unides) · Togo Francès (1916–1960) ([Territori de Mandat de la Societat de Nacions, Territori Fideïcomís de les Nacions Unides) · República Togolesa (1960–actualitat) |
| Tunísia                         | Eyalat de Tunis (1574–1705) (Eyalat de l'Imperi Otomà) · Beylik de Tunis (1705–1881) (Beylik de l'Imperi Otomà) · Protectorat francès de Tunísia (1881–1956) · Regne de Tunísia (1956–1957) · República de Tunísia (1957–actualitat) |
| Uganda                          | Protectorat d'Uganda (1894–1962) · Uganda (1962–1963) · República d'Uganda (1963–actualitat) |
| Zàmbia                          | Part dels Territoris de Companyies Britàniques de Sud-àfrica (1890–1924) · Protectorat de Rhodèsia del Nord (1924–1953; 1963–1964) · Part de la Federació de Rhodèsia i Nyasalàndia (1953–1963) · República de Zàmbia (1963–actualitat) |
| Zimbàbue                        | Part dels Territoris de Companyies Britàniques de Sud-àfrica (1890–1923) · Colònia de Rhodèsia del Sud (1923–1953; 1963–1965; 1979–1980) Part de la Federació de Rhodèsia i Nyasalàndia (1953–1963) · Rhodèsia (1965–1979) (declaració unilateral d'independència;de 1970 a 1979 República de Rhodèsia) · Zimbàbue Rhodèsia (1979) · República de Zimbàbue (1980–actualitat) |